# Ireneusz Sewastianowicz
Ireneusz Sewastianowicz (pseud. Andrzej Irski, ur. 23 sierpnia 1957 roku w Lipsku, zm. 26 stycznia 2020 w Suwałkach) – polski dziennikarz i reportażysta, autor powieści o Panu Samochodziku.

## Praca dziennikarska
Ukończył studia na Wydziale Dziennikarstwa i Nauk Politycznych Uniwersytetu Warszawskiego. Współpracował m.in. z takimi tytułami prasowymi jak: „Krajobrazy”, „Kultura”, „Plus”, w „Gazeta Współczesna”, "Tygodnik Suwalski" i "DwuTygodnik Suwalski" Był autorem licznych reportaży. W obszarze jego zainteresowań była w szczególności historia Suwalszczyzny.

### Pozycje książkowe (wybór)[7]
- Nie tylko Katyń (1990, współaut. Stanisław Kulikowski)
- Giby i okolice : magiczna kraina (2010)
- Wolność krzyżami się mierzy. Suwalszczyzna i suwalczanie po 1 września 1939 (2010)
- Na grzyby do Puszczy Augustowskiej (2012)

## Cykl: "Pan Samochodzik"
Był autorem dziewiętnastu powieści stanowiących kontynuację cyklu Zbigniewa Nienackiego o Panu Samochodziku, które ogłaszał pod pseudonimem Andrzej Irski:
- Skarb UB (2012)[8]
- Depozyt hrabiego Paca (2013)[9]
- Leśna samotnia (2013)[10]
- Duchy piramidy w Rapie (2013)[11]
- Sztucery Göringa (2014)[12]
- Tablice mormonów (2014)[13]
- Rabusie w sanktuarium (2015)[14]
- Powstańcza kasta (2015)[15]
- Jacht ze Sztynortu (2015)[16]
- Ślad wilkołaka (2017)[17]
- Kuferek ojca Alfonsa (2017)[18]
- Upiór znad Biebrzy (2017)[19]
- Kronikarz z UPA (2017)[20]
- Taśmy zbrodni (2017)[21]
- Spadek księcia Światopełka (2017)[22]
- Klątwa Jaćwingów (2017)[23]
- Wiedźma ze Świętajna (2018)[24]
- Szkatułka "Łupaszki" (2019)[25]
- Strachy z Ublika (2019)[26]

Akcję powieści umieszczał na terenach Warmii, Mazur i Suwalszczyzny. Za swoją twórczość dwukrotnie zdobył główną nagrodę w konkursie "Samochodzikowa Książka Roku" organizowanym przez Forum Miłośników Pana Samochodzika (za powieści Duchy piramidy w Rapie) oraz Taśmy zbrodni).